# Опольський університет
Опольський університет (пол. Uniwersytet Opolski) — головний громадський університет міста Ополе, Польща (Опольське воєводство). Заснований 10 березня 1994 року в результаті об'єднання Державної вищої педагогічної школи та філії Католицького університету Любліна. Має 8 факультетів. Університет є членом проекту «Socrates-Erasmus».
В університеті навчається 17 500 студентів на 32 академічних спеціальностях та 53 спеціалізаціях. Станом на 2018 рік штат налічує 1195 осіб — серед них 339 докторів наук та 176 — габілітованих докторів.

## Факультети
- Філологічний факультет

- Факультет соціальних наук

- Богословський факультет

- Факультет математики, фізики та інформатики

- Факультет природничих наук і технологій

- Економічний факультет

- Факультет права та управління

- Хімічний факультет

- Факультет мистецтв

- Медичний факультет

## Відомі випускники
- Магдалена Огурек — польський історик і політик, кандидат у президенти Польщі на виборах в 2015 році.
- Станіслав Сроковский — польський поет, прозаїк, драматург, літературний критик, публіцист, журналіст.